# Acacia brachyphylla
Acacia brachyphylla är en ärtväxtart som beskrevs av George Bentham. Acacia brachyphylla ingår i släktet akacior, och familjen ärtväxter.

## Underarter
Arten delas in i följande underarter:
- A. b. brachyphylla
- A. b. recurvata